# Капустянська сільська рада (Савранський район)
Капустя́нська сільська́ ра́да — колишня адміністративно-територіальна одиниця та орган місцевого самоврядування в Савранському районі Одеської області. Адміністративний центр — село Капустянка.

## Загальні відомості
- Населення ради: 642 особи (станом на 2001 рік)

## Населені пункти
Сільській раді були підпорядковані населені пункти:
- с. Капустянка
- с. Білоусівка
- с. Дубки

## Населення
За переписом населення України 2001 року в сільській раді мешкало 640 осіб.

### Мова
Розподіл населення за рідною мовою за даними перепису 2001 року:
| Мова       | Відсоток |
| ---------- | -------- |
| українська | 91,74 %  |
| молдовська | 5,14 %   |
| російська  | 2,34 %   |
| гагаузька  | 0,62 %   |
| угорська   | 0,16 %   |

## Склад ради
Рада складалася з 14 депутатів та голови.
- Голова ради:
- Секретар ради: Супрун Наталія Борисівна

### Керівний склад попередніх скликань
| Прізвище, ім'я, по батькові     | Основні відомості                                            | Дата обрання | Дата звільнення |
| ------------------------------- | ------------------------------------------------------------ | ------------ | --------------- |
| Рараговський Сергій Миколайович | Сільський голова, 1968 року народження, член Народної партії | 26.03.2006   | 31.10.2010      |

Примітка: таблиця складена за даними сайту Верховної Ради України

### Депутати
За результатами місцевих виборів 2010 року депутатами ради стали:

#### За суб'єктами висування
| Суб'єкт висування                                       | Кількість обраних депутатів | %    |
| ------------------------------------------------------- | --------------------------- | ---- |
| Партія регіонів                                         | 12                          | 85,7 |
| Політична партія Всеукраїнське об'єднання «Батьківщина» | 1                           | 7,1  |
| Соціалістична партія України                            | 1                           | 7,1  |

#### За округами
| № округу                                                | Прізвище, ім'я, по батькові      | Дата визнання обраним | Освіта             | Партійна приналежність                        | Відомості про обраного депутата                                                                           |
| ------------------------------------------------------- | -------------------------------- | --------------------- | ------------------ | --------------------------------------------- | --- |
| Партія регіонів                                         |                                  |                       |                    |                                               | |
| 1                                                       | Панайотова Марія Георгіївна      | 04.11.2010            | середня спеціальна | позапартійна                                  | тимчасово не працює                                                                                       |
| 2                                                       | Новіцька Світлана Іванівна       | 31.10.2010            | середня спеціальна | член Партії регіонів                          | сільська бібліотека, зав. бібліотекою                                                                     |
| 3                                                       | Супрун Наталія Борисівна         | 31.10.2010            | середня спеціальна | член Партії регіонів                          | Капустянська сільська рада, секретар                                                                      |
| 4                                                       | Кулінченко Світлана Павлівна     | 31.10.2010            | середня            | позапартійна                                  | тимчасово не працює                                                                                       |
| 5                                                       | Сивун Людмила Олексіївна         | 31.10.2010            | вища               | член Партії регіонів                          | Капустянський навчально-виховний комплекс, вчитель                                                        |
| 6                                                       | Слободяник Тетяна Миколаївна     | 31.10.2010            | вища               | член Партії регіонів                          | Капустянська сільська рада, бухгалтер                                                                     |
| 8                                                       | Пянківська Галина Євгенівна      | 31.10.2010            | середня спеціальна | позапартійна                                  | Савранський територіальний центр по обслуговуванню одиноких та пристарілих громадян, соціальний працівник |
| 9                                                       | Венгер Жанна Володимирівна       | 31.10.2010            | середня            | член Партії регіонів                          | Капустянський навчально-виховний комплекс, техпрацівник                                                   |
| 10                                                      | Агрич Миколай Георгійович        | 31.10.2010            | середня            | позапартійний                                 | Білоусівський фельдшерський пункт, молодший медпрацівник                                                  |
| 11                                                      | Агрич Олена Миколаївна           | 31.10.2010            | середня спеціальна | позапартійна                                  | Білоусівський фельдшерський пункт, фельдшер                                                               |
| 12                                                      | Хмільовська Галина Іванівна      | 04.11.2010            | середня спеціальна | позапартійна                                  | Дубчанський сільський клуб, завідувачка                                                                   |
| 13                                                      | Петрушка Віталій Михайлович      | 04.11.2010            | середня            | член Партії регіонів                          | тимчасово не працює                                                                                       |
| Політична партія Всеукраїнське об'єднання «Батьківщина» |                                  |                       |                    |                                               | |
| 7                                                       | Кідревич Сергій Миколайович      | 31.10.2010            | середня спеціальна | член Всеукраїнського об'єднання «Батьківщина» | тимчасово не працює                                                                                       |
| Соціалістична партія України                            |                                  |                       |                    |                                               | |
| 14                                                      | Любінецький Дмитро Олександрович | 04.11.2010            | середня спеціальна | член Соціалістичної партії України            | тимчасово не працює                                                                                       |